# Tohil Mons
Il Tohil Mons è una montagna di Io, uno dei satelliti di Giove. Si trova a 5400 m di altitudine  e si trova nella regione Culann – Tohil dell'emisfero antijoviano di Io. Prende il nome dal dio del tempo maya Tohil.
Tohil Mons ha creste e solchi, che indicano la presenza di materiali che sono stati spostati tettonicamente, compresi i materiali crostali chiazzati più giovani che sono stati spostati durante i processi di deperimento di massa.
L'area tra la montagna e i vulcani vicini, Radegast Patera e Tohil Patera contiene una serie di colate di silicato bianco e scuro, che si pensa siano stagni di lava o piccoli laghi di lava.
Studi topografici del terreno indicano che vi è meno di 1 km di rilievo nella regione Culann – Tohil e che non vi è alcuna correlazione distinguibile tra centri di vulcanismo attivo e topografia. 